# Fahrenheit 451 (film)
Fahrenheit 451 – brytyjski film fantastycznonaukowy z 1966 roku w reżyserii François Truffauta. Ekranizacja powieści Raya Bradbury’ego pod tytułem 451 stopni Fahrenheita.
W filmie wystąpili Oskar Werner jako Montag oraz Julie Christie, która za podwójną rolę Lindy Montag i Clarisse została nominowana do nagrody BAFTA w kategorii najlepsza aktorka pierwszoplanowa.

## Produkcja i premiera
Film wyróżniał się tym, że cała czołówka była czytana (podobnie jak w polskiej Hydrozagadce), co miało związek z fabułą, w której to pismo zostało zakazane. Zdjęcia kręcono w Anglii (Londyn i hrabstwo Berkshire), z wyjątkiem scen z kolejką nadziemną – kolejka ta to prototypowa linia SAFEGE w Châteauneuf-sur-Loire w departamencie Loiret.
Polska premiera odbyła się w styczniu 1972 roku w ramach podwójnego pokazu wraz z dokumentem Bracia WFO poświęconym braciom-gimnastykom Kubica.

## Fabuła
Akcja filmu ma miejsce w przyszłości, w której słowo pisane zostało uznane za zakazane. Czytanie książek zostało zakazane, gdyż odciąga ludzi od oglądania telewizji i brania udziału w zorganizowanych seansach. Posiadanie i czytanie książek stanowi poważne przestępstwo. Do odnajdywania ukrytych książek wyznaczona jest straż pożarna, której zadaniem nie jest już gaszenie pożarów (większość domów zbudowanych jest z materiałów niepalnych), lecz palenie książek. Tytuł nawiązuje do temperatury, w której, według fabuły filmu, zaczyna palić się papier. Główny bohater filmu, strażak Guy Montag, pod wpływem przypadkowo napotkanej dziewczyny Klarysy zaczyna zastanawiać się nad sensem tego, co robi. Gromadzi i czyta konfiskowane w swej pracy książki, co w konsekwencji prowadzi do denuncjacji przez własną żonę, której życiem kieruje telewizyjny serial Rodzina. Udaje mu się uciec. Rozbudzone wątpliwości sprawiają, że ostatecznie trafia w środowisko osób, które poświęciły życie ratowaniu resztek kultury, poprzez przechowywanie w swej pamięci dokładnej treści książek.

## Obsada
- Oskar Werner – Guy Montag
- Julie Christie – Clarisse
- Cyril Cusack – kapitan
- Anton Diffring – Fabian
- Jeremy Spenser
- Bee Duffell
- Alex Scott